# Żyworodka pospolita
Żyworodka pospolita, żyworodka jeziorowa (Viviparus contectus) – gatunek żyworodnego ślimaka słodkowodnego z rodziny żyworodkowatych (Viviparidae). Występuje w większości krajów Europy – od Francji, Wielkiej Brytanii, południowej Szwecji i krajów bałtyckich po Włochy, Bałkany i Rumunię; notowany także w Turcji.

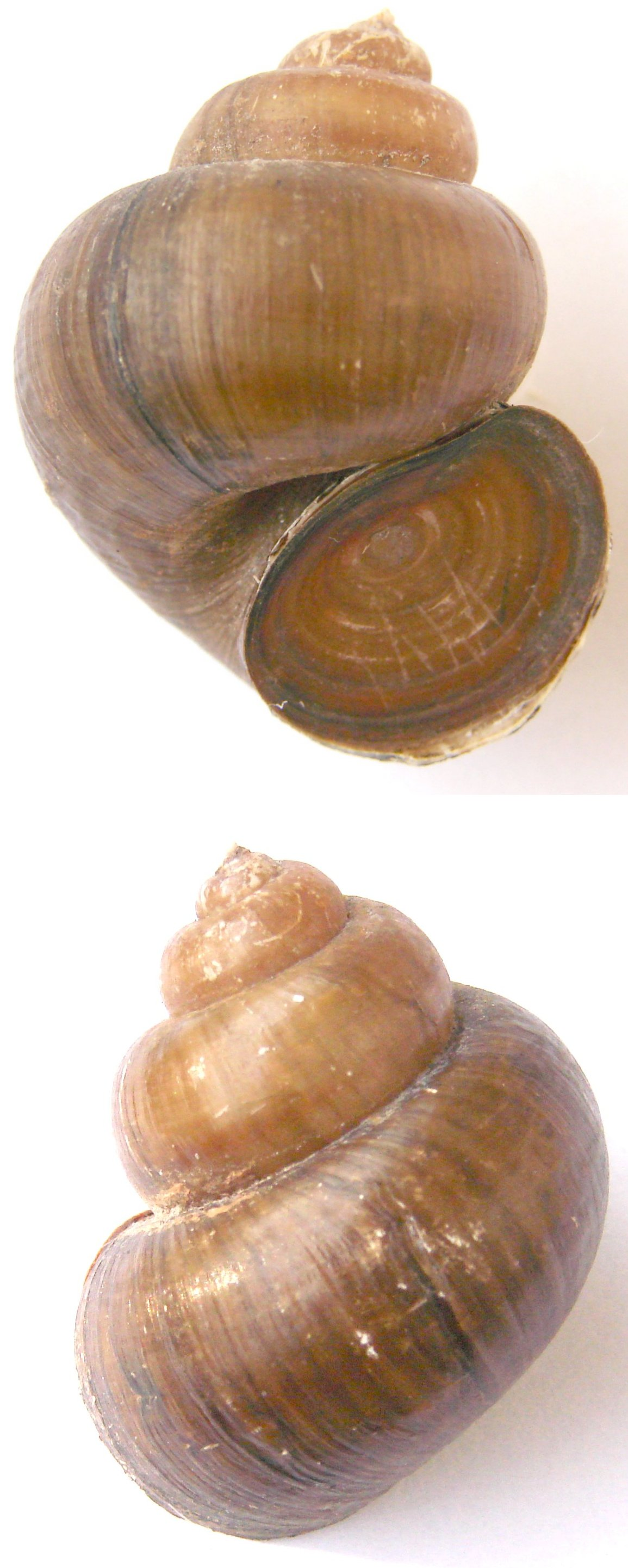
Muszla żyworódki pospolitej. Otwór przykryty wieczkiem

Do charakterystycznych cech należą: z reguły dobrze widoczny dołek osiowy, głęboko wcięty szew i wyraźnie, schodkowato oddzielone od siebie skręty skrętki. Mają zielonobrązową muszlę o wysokości od 30 do 50 mm i szerokości od 25 do 35 mm. Dość charakterystyczną cechą tego gatunku jest ostro (kłująco) zakończony szczyt muszli. Podobnie jak u żyworodki rzecznej wzdłuż skrętów muszli ciągną się 3 czerwonobrunatne paski, a ciemno ubarwione ciało pokrywają złoto pomarańczowe plamki. Otwór szeroko jajowaty, w górze obły i na niewielkim odcinku ciągnie się wzdłuż przedostatniego skrętu. Ślimak w wodach płynących osiąga mniejsze rozmiary niż w wodach stojących. Muszle osobników żyjących w zbiornikach o mulistym dnie są ciemniej ubarwione niż tych żyjących na dnie piaszczystym.
Ślimaki te zamieszkują wody stojące lub wolno płynące z bujną roślinnością i mulistym dnem. Mogą występować w wodach o zasoleniu do 4‰. W okresach cieplejszych ślimaki gromadzą się wśród roślin i blisko powierzchni wody – tam gdzie jest więcej tlenu. Rozmnażanie odbywa się podobnie jak u drugiego gatunku. Rodzące się w lipcu ślimaki mają 5–7 mm wielkości i są pokryte spiralnymi rzędami włosków wśród których 3 rzędy mają włoski dłuższe niż pozostałe. Żyją do 10 lat.